# 찰스 케터링

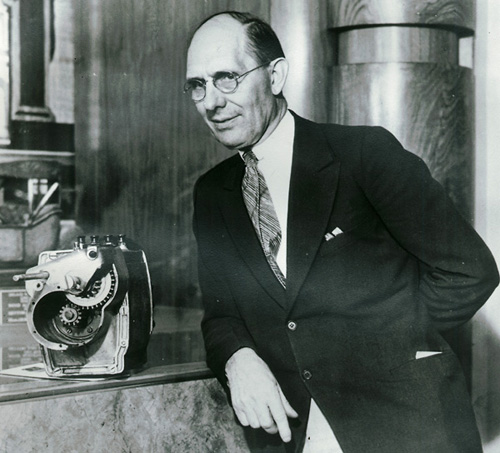
찰스 케터링

찰스 케터링(Charles Franklin Kettering, 1876년 8월 29일 - 1958년 11월 24일 또는 11월 25일)은 미국 오하이오주 라우던빌 출생의 농업, 교수, 메카닉, 엔지니어, 과학자, 발명가, 사회철학가이다.

## 데이턴의 델코 창업
찰스 케터링은 눈이 나빴지만 오하이오 주립 대학에서 전기공학을 전공했다. 1904년에 졸업하고 새로운 아이디어라고 하는 것은 팀이어야만 진화시킬 수 있다라는 생각을 가지고, 흥미관심사에 이것을 널리 적용했다.
20세기 초, 오하이오주 서부의 도시 데이턴은 미국의 공업 도시 안에서도 리더가 되고 있었다. 자동차관련의 연구 때문에, 에드워드 A 디즈와 함께, 1909년 데이턴 엔지니어링 라보래토리즈 컴퍼니(델코)를 창설하였다. 케터링과 디즈와는 사업에 있어서도, 전문가로도, 또 개인으로도 생애의 벗이었다.
데이턴에는 높은 능력을 가진 엔지니어, 과학자가 모여서 일하고 있었다. 1914년, 엔지니어즈 클럽 오브 데이턴을 결성했다. 또 케터링은 제1차 세계대전 중에 당시 자동차만의 기술자 단체였던 SAE에서 회장직장에도 올랐었다.
델코는, 1920년에 제너럴 모터스(GM)에 매각되어, 제너럴 모터스 리서치 코퍼레이션(General Motors Research Corporation) 및 델코 일렉트로닉스로 발전한다. 매각한 케터링은 제너럴 모터스 리서치 코퍼레이션의 부사장이 되고, 그 후 27년간, GM의 연구소를 인솔했다.

## 성공한 발명가
케터링은 미국에서 300개 이상의 특허를 취득하였다. NCR(NCR은 오하이오주 데이턴의 회사)시대에는 모터를 동력으로 해 레지스터를 전동화(1906년)했다. 델코에서는 배터리를 이용한 이그니션 시스템(점화 장치)으로 "고압점화 시스템"(1910년), 자동차에서 전기식의 셀프 스타터(셀 모터)(1911년), 전기식 헤드라이트의 발명이 있다. 케터링의 "고압점화 시스템"은 일본에서는 일반적으로 "포인트식"이라고 부르고 있는 것으로, 미국 중심으로 케터링식 점화 장치라고도 부르고 있다. 케터링의 발명을 디도가 캐딜락에 팔아 성공했다. 그와 동시에 크랭크 반대회전에 의한 부상이 원래 친구를 여읜 캐딜락의 헨리 리 랜드로부터 셀프 스타터의 개발을 요청되어 그것에 대답한 것. 케터링은 그 요구에 자신의 레지스터 전동화를 힌트로 아이디어를 얻었다고 말해졌다. 이 셀프 스타터는 그것까지 표준이었던 크랭크 시동에 있어서 변하게 된다. 셀프 스타터는 1911년 2월 17일에 캐딜락에 시작해서 탑재되었다. 이그니션 시스템, 셀프 스타터, 헤드라이트라고 하는 전기를 이용한 케터링 발명의 3점 세트는 미국의 자동차업계에서 널리 사용되게 되었다. 셀프 스타터의 특허취득은 1916년 2월 8일이었다.
그것 이외에, 휴대형 라이트, 제1차 세계대전에서 사용된 "에어리얼 공중어뢰"(현대의 순항 미사일의 전신으로 추정. 이 별명을 케터링 버그(en:Kettering Bug)라고 말했다.), 성병의 치유법, 미숙아보육기, 엔진 사용의 발전기 등이 케터링의 특허다. 발전기는 델코(Delco)라고 명명할 수 있었다.
1920년대의 자동차에 이용할 수 있었던 듀폰 사에서 제조 판매된 자동차도장용도료 "Duco"를 개발. 속건 페인트의 먼저 앞섬이 된 것. 디젤 엔진이나 태양 에너지의 이용 방법의 개발도 지원하고 있었다. 케터링은 진단 기술로의 자력의 응용에 대해서도 초기의 공헌을 하였다.

## 공죄
케터링이 토머스 미즐리와 함께 한 합성화학물질의 개발에 있어서 절찬된 후 큰 환경 문제를 야기하고 있다.

### 유연 휘발유
미즐리는 노킹 방지제 테트라에틸납을 첨가한 고옥탄가 유연 휘발유(테트라에틸납을 첨가한 휘발유)를 개발(1921년)하였다. GM은 듀폰 사에 양산을 위탁하고, 위탁 업무의 관리를 위해서 1923년 4월, 제너럴 모터스 케미칼 컴퍼니(General Motors Chemical Company)를 설립하였다. 찰스 케터링은 사장이 되었고, 미즐리는 부사장에게 속하였다.
그러나, 생산 시작 직후 인체에 대한 유해성이 드러났다. 1924년에 오하이오주 데이턴에 있는 듀폰 사의 공장에서는 2명이 사망하고, 40명이 병에 걸렸다. 이 외에 뉴저지주 베이 웨이의 스탠더드 석유 공장에서는 7명이 사망, 33명이 정신병에 걸렸다. 테트라에틸납에 의한 급성납중독이 원인이다.
1924년, 제너럴 모터스(GM)사는 록펠러가 거느리고 있었던 스탠더드 석유 사와 함께 에틸 가솔린 코퍼레이션을 설립하고, 미즐리를 부장으로 하였다. 노킹 하지 않는 이 휘발유는 에틸 가솔린이라고 하는 이름으로 판매되었다. 미 공중위생국은 1926년에 유해성은 공중위생상의 문제가 안된다라는 판단을 내고 있었다. 첨가제로 희석되기 때문이라고 할 이유였다. 그러나 이 유연 휘발유는 1960년대에 환경 문제가 된다. 1974년에는 유연 휘발유 금지에 관한 처음의 소송이 일어났다.
고옥탄가 유연 휘발유는 1918년부터 개발이 시작된 공랭 엔진의 실패로부터 생긴 것이었다. 이 공랭 엔진은 공냉 핀으로서 동판을 사용했지만 단지 평판의 동판을 실린더 주위에 용접한 것 뿐이었기 때문 냉각 능력이 충분하지 않고, 엔진으로서도 완성에 시간이 걸린뿐만 아니라, 탑재된 1923년의 공랭 쉐보레 차는 759대가 제조된 100대 정도가 고객에 건넌 바에서 모두를 회수하는 것에 결정되었다. 그러나 그 속의 1대는 헨리 포드가 구입했기 때문에 헨리 포드 자동차박물관이 소유하고 있다고 알려져 있다.

### 프레온
프레온 가스(염화불화탄소)에 의한 냉각(프리지데어 사 미국 특허 1928.12.31), 1930년 GM과 듀폰이 티네틱 캐미컬 컴퍼니를 설립해 프레온을 생산했다. 1935년까지 프리지데어까지 포함시켜 냉장고 메이커는 냉장고를 800만대도 생산했다.

## 같이 보기
- 토머스 미즐리
- 테트라에틸 납